# Eunice Raimundo
Eunice Raimundo es una deportista portuguesa que compitió en bochas adaptadas. Ganó una medalla de bronce en los Juegos Paralímpicos de Pekín 2008 en la prueba de dobles mixto (clase BC3).

## Palmarés internacional
| Juegos Paralímpicos | Juegos Paralímpicos | Juegos Paralímpicos | Juegos Paralímpicos |
| Año                 | Lugar               | Medalla             | Prueba              |
| ------------------- | ------------------- | ------------------- | ------------------- |
| 2008                | Pekín (China)       | Medalla de bronce   | Dobles BC3 mixto    |